# Vladimir Petrov (hockey sur glace)
Pour les articles homonymes, voir Vladimir Petrov.
Temple de la renommée de l'IIHF : 2006
Temple de la renommée russe : 2014
Vladimir Vladimirovitch Petrov - en russe Владимир Владимирович Петров - (né le 30 mai 1947 à Krasnogorsk (URSS) et mort le 28 février 2017 à Moscou (Russie)) est un joueur professionnel soviétique de hockey sur glace.
Il a été admis au Temple de la renommée de la Fédération internationale de hockey sur glace en 2003.

## Carrière

### Carrière de joueur
Vladimir Petrov commence sa carrière professionnelle en championnat d'URSS avec les Krylia Sovetov en 1965. Deux ans plus tard, il rejoint le CSKA Moscou. Avec Valeri Kharlamov et Boris Mikhailov, il forme la ligne de l'armée. Il remporte onze titres de champion avec le club de l'armée. En 1981, il intègre l'effectif du SKA Saint-Pétersbourg. En 1983, il met un terme à sa carrière. Il termine avec un bilan de 585 matchs et 370 buts en élite russe.

### Carrière internationale
Vladimir Petrov a représenté l'URSS à 281 reprises (189 buts) sur une période de 13 ans de 1968 à 1981. L'équipe a remporté les Jeux olympiques en 1972 et 1976 ainsi que l'argent en 1980. Il a participé à onze éditions des championnats du monde pour un bilan de neuf médailles d'or, une d'argent et une de bronze.

## Trophées et honneurs personnels
- Championnat du monde
  - 1973, 1977, 1979 : termine meilleur pointeur.
  - 1975 : termine meilleur buteur.
  - 1973 : termine meilleur buteur.
  - 1973, 1975, 1977, 1979 : élu dans l'équipe type.
- URSS
  - 1970, 1973, 1975, 1978, 1979 : termine meilleur pointeur.
  - 1970, 1973, 1979 : termine meilleur buteur.
  - 1971, 1975, 1978 : élu dans la meilleure ligne.
  - 1973, 1974, 1975, 1977, 1979 : élu dans l'équipe d'étoiles.

## Statistiques
Pour les significations des abréviations, voir Statistiques du hockey sur glace.

### En équipe nationale
| Année | Équipe | Évènement |    | PJ | B  | A  | Pts | Pun                |  | Résultat |
| 1969  | URSS   | CM        | 10 | 6  | 2  | 8  | 16  | Médaille d'or      |  |          |
| 1970  | URSS   | CM        | 10 | 5  | 3  | 8  | 8   | Médaille d'or      |  |          |
| 1971  | URSS   | CM        | 9  | 8  | 3  | 11 | 2   | Médaille d'or      |  |          |
| 1972  | URSS   | JO        | 4  | 0  | 2  | 2  | 0   | Médaille d'or      |  |          |
| 1972  | URSS   | CM        | 10 | 6  | 6  | 12 | 6   | Médaille d'argent  |  |          |
| 1973  | URSS   | CM        | 10 | 18 | 16 | 34 | 12  | Médaille d'or      |  |          |
| 1974  | URSS   | CM        | 8  | 4  | 7  | 11 | 0   | Médaille d'or      |  |          |
| 1975  | URSS   | CM        | 10 | 6  | 12 | 18 | 2   | Médaille d'or      |  |          |
| 1976  | URSS   | JO        | 6  | 6  | 3  | 9  | 6   | Médaille d'or      |  |          |
| 1977  | URSS   | CM        | 10 | 7  | 14 | 21 | 8   | Médaille de bronze |  |          |
| 1978  | URSS   | CM        | 8  | 3  | 1  | 4  | 4   | Médaille d'or      |  |          |
| 1979  | URSS   | CM        | 8  | 7  | 8  | 15 | 10  | Médaille d'or      |  |          |
| 1980  | URSS   | JO        | 7  | 4  | 2  | 6  | 6   | Médaille d'argent  |  |          |
| 1981  | URSS   | CM        | 8  | 4  | 6  | 10 | 6   | Médaille d'or      |  |          |